# Bataille de Gloucester (1777)
Pour les articles homonymes, voir Bataille de Gloucester.
Guerre d'indépendance des États-Unis
Batailles
- Bound Brook
- Short Hills
- Staten Island
- Cooch's Bridge
- Brandywine
- Clouds
- Paoli
- Germantown
- Red Bank
- Gloucester
- White Marsh
- Matson's Ford
- Valley Forge
- Quinton's Bridge
- Crooked Billet
- Barren Hill
- Monmouth

La bataille de Gloucester est une escarmouche qui se déroula pendant la guerre d'indépendance des États-Unis.
Le 25 novembre 1777, le major-général La Fayette, secondé par le colonel Armand, attaqua, à la tête de fusiliers de l'armée continentale et de miliciens, un avant-poste de soldats hessois de l'armée de Charles Cornwallis. Pris par surprise, les Hessois furent mis en déroute et se replièrent sur le camp principal anglais.